# 寬平之治
宽平之治指日本平安时代中期（9世纪后期），宇多天皇所治理得到的美好社会对应时代。宇多天皇年号为宽平，因此得名。

## 概要
891年，关白藤原基经死后，宇多天皇在891年没有设立“摄关”，反而将源能有作为实质上的首班。除此之外，宇多天皇重用藤原时平、菅原道真、平季长等近臣，入手进行政治改革。
在近几年的研究中，考古学者发现除了先前发现的894年（宽平6年）遣唐使被废除、896年（宽平8年）的造籍决定、同年抑制私营田、设置泷口武者之外，还让国司承包一部分国内租税，位田等来源的薪水不再经由民部省，直接分配给各地区。国司的权利通过本次及其后续改革得到不断强化；这个时期天皇仍然摄政，而因没有设置摄关而引发的阿衡事件让宇多天皇受到了惩罚。这位天皇是以皇族为母而非亲生的天皇，他即位时甚至比朝廷重臣藤原时平还年轻。
897年，宇多天皇将自己的皇位退给皇太子敦仁亲王，后者之后也被称作醍醐天皇。2年之后，宇多天皇在自己建立的仁和寺出家，法号为“法皇”。当然，也有人认为宇多天皇实际上是垂帘听政，因为醍醐天皇体弱多病，难以执掌实际政务。
后续被合誉为“延喜天历之治”的醍醐天皇（延喜之治）和村上天皇时代（天历之治）本质上只是宽平之治的政策的卑微延续，甚至连以前被认为是延喜年间的奴婢制度废止令也早在宽平年间出现端倪。
宽平之治本质上是拥有强烈志向的王亲贵族通过限制与诸国富豪的直接联系来抑制权钱之人，从而确保小农民的律令制能够正常被落实。然而，这一系列行为虽然强化了皇权直属机关，但之后的延喜之治暴露出了一个事实——这一举措不符合现实社会制度的变革，并不算是真正的成功。

## 其他链接
- 宽平
- 延喜
- 天历